# 小林多門
小林 多門（こばやし たもん、1943年（昭和18年）4月24日 - ）は、日本の政治家。衆議院議員（1期）、東京都議会議員（3期）、八王子市議会議員（3期）を務めた。

## 来歴
山梨県大月市出身。1967年明治大学政治経済学部卒業。大学時代は明治大学の雄弁部に所属していた。小山省二衆議院議員秘書を経て、八王子市議会議員を3期務めた後、東京都議会議員（自由民主党）を3期務めた。
1996年の第41回衆議院議員総選挙で東京24区から立候補して初当選。衆議院議員時代は自由民主党の宏池会に所属していた。2000年（平成12年）の第42回総選挙でも立候補したが、比例東京ブロックでも復活出来ず落選した。自然を大切にし蛍を復活させる会の会長。八王子蛍まつり実行委員会でも会長を務めている。
2014年11月の秋の叙勲で旭日小綬章を受章する。
2024年の第50回衆議院議員総選挙では、立憲民主党の有田芳生元参議院議員の応援に入った。
2025年の東京都議会議員選挙では、自身の後継候補として立憲民主党の元目黒区議会議員で八王子市立城山中学校出身の細貝悠の応援に入った。

## 所属していた団体・議員連盟
- 神道政治連盟国会議員懇談会
- 政教分離を貫く会
- 宏池会
- 明治大学雄辯部

## 親族・関係者
- 息子の小林弘幸は2003年から八王子市議を2期務めたのち、2012年の第46回衆議院議員総選挙で東京24区にみんなの党公認で立候補したが落選。2017年の第48回衆議院議員総選挙では山梨2区から立憲民主党公認[8]で立候補したが落選[9]。
- 義娘は立憲民主党所属の八王子市議会議員の小林裕恵[10]。
- 元東京都議会議員の串田克巳は元秘書[2]。